# Vodenjak (Kornat)
Koordinati:   43°43′47″N, 15°23′51″E
Vodenjak je nenaseljen otoček v Jadranskem morju. Pripada Hrvaški.
Vodenjak leži v Narodnem parku Kornati med Kaselo na severozahodu in Gominjakom na vzhodu. Površina otočka meri 0,081 km², obala pa je dolga 1,05 km. Najvišji vrh je visok 44 mnm.